# Josh Brolin

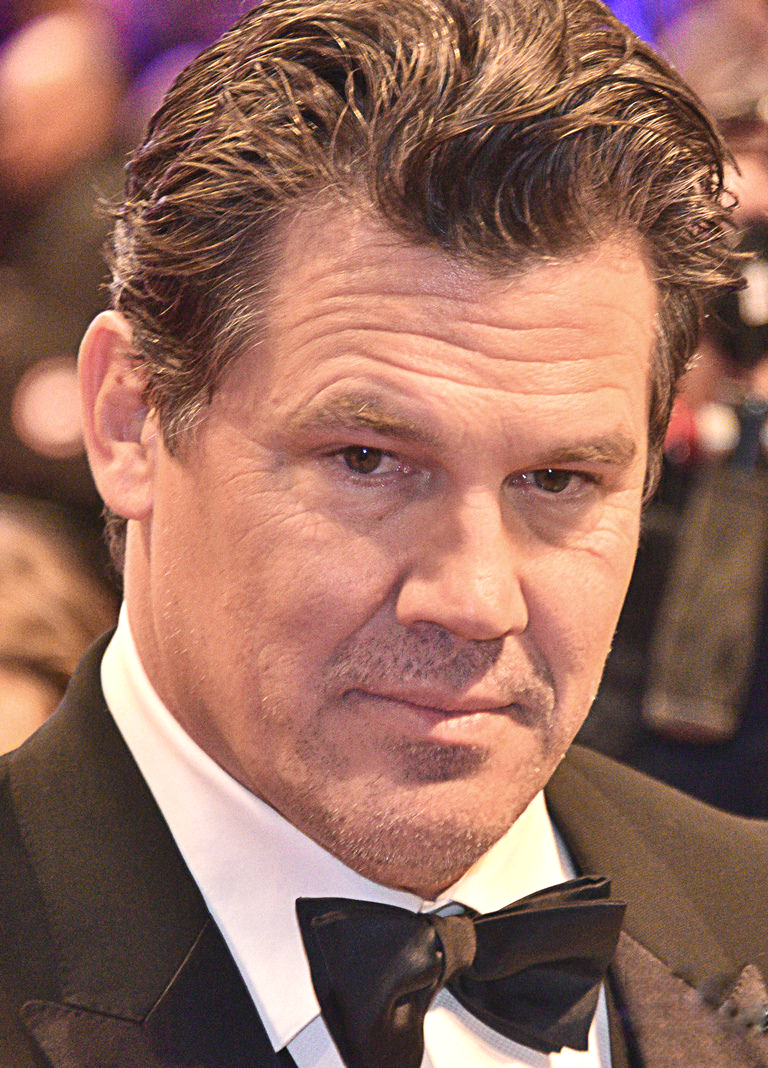
Josh Brolin (2016)

Josh James Brolin (* 12. Februar 1968 in Los Angeles, Kalifornien) ist ein US-amerikanischer Schauspieler, Filmproduzent und Regisseur.

## Leben
Als Sohn des Schauspielers James Brolin und dessen erster Frau wuchs Brolin in Kalifornien auf.
Als Schauspieler machte er zunächst in Steven Spielbergs Die Goonies (1985) auf sich aufmerksam. In den folgenden Jahrzehnten spielte er zahlreiche Rollen und trat mehr und mehr aus dem Schatten seines Vaters. Hauptrollen hatte er unter anderem in Hollow Man – Unsichtbare Gefahr (2000) und Melinda und Melinda (2004). 2007 war Brolin in dem oscarprämierten Film No Country for Old Men sowie in Im Tal von Elah im Kino zu sehen. 2009 erhielt er für die Rolle des Mörders von Harvey Milk (gespielt von Sean Penn) in Gus Van Sants Filmbiografie Milk (2008) seine erste Oscar-Nominierung. 2010 spielte er in der Jonah-Hex-Comicverfilmung die gleichnamige Hauptrolle, John Malkovich seinen Gegenspieler. Im selben Jahr spielte er die Rolle des Mörders Tom Chaney in dem Western True Grit unter der Regie von Ethan und Joel Coen. 2012 war er neben Will Smith in Men in Black 3 als junger Agent K zu sehen. Im April 2012 bekam er die Rolle des Joe Douchett in dem von Spike Lee produzierten US-Remake des südkoreanischen Thrillers Oldboy von Park Chan-wook. Im September 2014 kam Sin City 2: A Dame to Kill For, die Fortsetzung von Sin City, in die Kinos, in der Brolin in der Rolle des Dwight McCarthy zu sehen ist. 2015 und 2018 folgten die Drogenthriller Sicario bzw. Sicario 2, in denen er jeweils die Rolle des CIA-Agenten Matt Grave spielte.
Im Marvel Cinematic Universe übernahm er erstmals 2014 in Guardians of the Galaxy die Rolle des galaktischen Eroberers Thanos. Erneut war er im folgenden Jahr, wenn auch unaufgeführt, in Avengers: Age of Ultron zu sehen. Auch in Avengers: Infinity War und Avengers: Endgame übernahm er die Rolle des Filmbösewichts.
Brolin wurde im Deutschen von verschiedenen Synchronsprechern gesprochen. Während ihm in früheren Filmen beispielsweise Markus Hoffmann (Die Goonies), Axel Malzacher (Flirting with Disaster, Freeze), Michael Iwannek (W. – Ein missverstandenes Leben), Florian Halm (Men in Black 3) und Marcus Off (Milk) die Stimme liehen, übernimmt seit American Gangster regelmäßig Klaus-Dieter Klebsch die Synchronisation.

## Privat
Von 1988 bis 1994 war Brolin mit der Schauspielkollegin Alice Adair verheiratet, mit der er einen Sohn und eine Tochter hat. Von 1998 bis 2001 war er mit der Schauspielkollegin Minnie Driver liiert. 2004 heiratete er seine Schauspielkollegin Diane Lane. Das Paar gab im Februar 2013 seine Trennung bekannt, die Scheidung erfolgte am 27. November 2013. Seit 2016 ist Josh Brolin mit seiner ehemaligen Assistentin und Model Kathryn Boyd verheiratet und hat mit ihr zwei Töchter (* 2018, * 2020).

## Filmografie (Auswahl)
- 1985: Die Goonies (The Goonies)

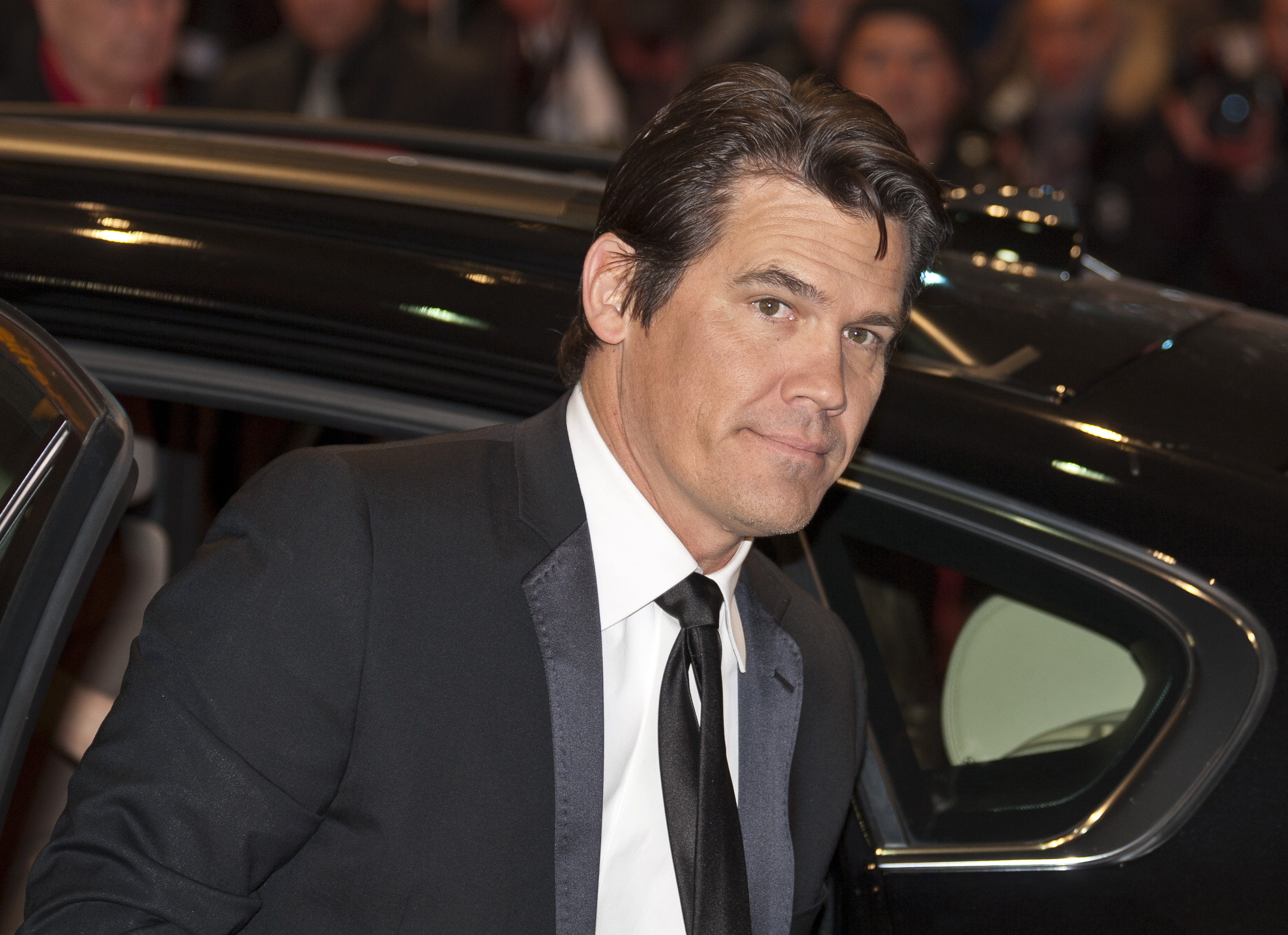
Brolin auf der Berlinale 2011

- 1986: Thrashin’ – Krieg der Kids (Trashin')
- 1986: Ein Engel auf Erden (Highway to Heaven; Fernsehserie, Folge A Special Love: Part 2)
- 1987: Prison for Children (Fernsehfilm)
- 1987: 21 Jump Street – Tatort Klassenzimmer (Fernsehserie, Folge My Future’s So Bright, I Gotta Wear Shades)
- 1987–1988: Private Eye (Fernsehserie, 12 Folgen)
- 1989: Endspurt (Finish Line, Fernsehfilm)
- 1989–1992: The Young Riders (Fernsehserie, 67 Folgen)
- 1994: Roadflower (The Road Killers)
- 1994: Winnetka Road (Fernsehserie, 6 Folgen)
- 1995: Outer Limits – Die unbekannte Dimension (The Outer Limits, Fernsehserie, Episode 1x07)
- 1996: Das Rosenbett (Bed of Roses)
- 1996: Flirting with Disaster – Ein Unheil kommt selten allein (Flirting with Disaster)
- 1996: Killer Cops – Mörder in Uniform (Gang in Blue, Fernsehfilm)
- 1997: Freeze – Alptraum Nachtwache (Nightwatch)
- 1997: Mimic – Angriff der Killerinsekten (Mimic)
- 1997: My Brother’s War; auch: Brothers in Arms (Flashpoint)
- 1999: Best Laid Plans
- 1999: Rage – Irrsinnige Gewalt (All the Rage)
- 1999: Mod Squad – Cops auf Zeit (The Mod Squad)
- 2000: Slow Burn
- 2000: Hollow Man – Unsichtbare Gefahr (Hollow Man)
- 2000: Picknick (Picnic, Fernsehfilm)
- 2001: D.C. Smalls
- 2002: Coastlines
- 2003: Milwaukee, Minnesota
- 2003: Mister Sterling (Fernsehserie, 10 Folgen)
- 2004: Melinda und Melinda (Melinda and Melinda)
- 2005: Into the Blue
- 2005: Into the West – In den Westen (Into the West, Fernseh-Miniserie)
- 2006: Dead Girl (The Dead Girl)
- 2007: American Gangster
- 2007: Planet Terror
- 2007: No Country for Old Men
- 2007: Im Tal von Elah (In the Valley of Elah)
- 2008: W. – Ein missverstandenes Leben (W.)
- 2008: Milk
- 2009: Women in Trouble
- 2010: Wall Street: Geld schläft nicht (Wall Street: Money Never Sleeps)
- 2010: True Grit
- 2010: Ich sehe den Mann deiner Träume (You Will Meet a Tall Dark Stranger)
- 2010: Jonah Hex
- 2012: Men in Black 3
- 2013: Gangster Squad
- 2013: Labor Day
- 2013: Oldboy
- 2014: Sin City 2: A Dame to Kill For (Sin City: A Dame to Kill For)
- 2014: Guardians of the Galaxy (Stimme von Thanos)
- 2014: Inherent Vice – Natürliche Mängel (Inherent Vice)
- 2015: Avengers: Age of Ultron
- 2015: Everest
- 2015: Sicario
- 2016: Hail, Caesar!
- 2017: No Way Out – Gegen die Flammen (Only the Brave)
- 2018: Avengers: Infinity War
- 2018: Deadpool 2
- 2018: Sicario 2 (Sicario: Day of the Soldado)
- 2019: Avengers: Endgame
- 2021: Flag Day
- 2021, 2023–2024: What If…? (Fernsehserie, 3 Folgen Stimme)
- 2021: Dune
- 2022–2024: Outer Range (Fernsehserie)
- 2024: Dune: Part Two
- 2024: Brothers
- 2025: Weapons – Die Stunde des Verschwindens (Weapons)

## Auszeichnungen
Oscar
- 2009: Nominierung als Bester Nebendarsteller für Milk

Goldene Himbeere
- 2011: Nominierung als Schlechtestes Leinwandpaar (zusammen mit Megan Fox) für Jonah Hex